# Boris Pawłow (sztangista)
Boris Andriejewicz Pawłow, ros. Борис Андреевич Павлов (ur. 21 marca 1947 w Nawołokach, zm. 22 maja 2004) – rosyjski sztangista reprezentujący Związek Socjalistycznych Republik Radzieckich, mistrz świata (1971) oraz mistrz Europy (1972) w podnoszeniu ciężarów, w wadze lekkociężkiej.

## Kariera
Zdobył złoty medal w wadze lekkociężkiej (do 82,5 kg) na mistrzostwach świata w 1971 w Limie, wyprzedzając Kaarlo Kangasniemiego z Finlandii i Györgyego Horvátha z Węgier. Kolejny złoty medal w tej kategorii wywalczył na mistrzostwach Europy w 1972 w Konstancy, gdzie wyprzedził Leifa Jenssena z Norwegii i Kangasniemiego.
Wystąpił w wadze lekkociężkiej na igrzyskach olimpijskich w 1972 w Monachium, ale nie zaliczył żadnej próby w wyciskaniu i nie został sklasyfikowany.
Był mistrzem ZSRR w wadze lekkociężkiej w 1972, wicemistrzem w tej kategorii w 1974 i 1975 oraz brązowym medalistą w 1971 i 1973.
Ustanowił sześć rekordów świata w tej kategorii wagowej: trzy w trójboju: 507,5 kg 11 października 1970 w Charkowie, 512,5 kg 12 marca 1972 w Halmstad i 515 kg 13 kwietnia 1972 w Tallinnie, a także trzy w podrzucie: 191 kg 28 listopada 1969 w Tuapse, 193 kg 8 czerwca 1971 w Podolsku i 198 kg 12 marca 1972 w Halmstad.
W 1971 otrzymał tytuł Zasłużonego Mistrza Sportu ZSRR. Ostatnie 20 lat życia spędził w Furmanowie i tam jest pochowany.